# João, Príncipe de Portugal
João, Príncipe de Portugal (29 de Janeiro de 1451 - 1451) foi o primeiro filho do rei Afonso V e da sua primeira mulher, a rainha Isabel. Foi jurado príncipe herdeiro da Coroa de Portugal mas morreu pouco depois da nascença, pelo que o título de Príncipe de Portugal passou novamente para o Infante Fernando, Duque de Viseu, seu tio.
Está sepultado num túmulo nas Capelas Imperfeitas do Mosteiro da Batalha.